# Congo, Brazilia
Congo este un oraș în Paraíba (PB), Brazilia.